# Coelichneumon oltenensis
Coelichneumon oltenensis là một loài tò vò trong họ Ichneumonidae.